# Moisés Rodríguez Carrión
Moisés Rodríguez Carrión (Sevilla, 27 d'abril de 1961) és un exfutbolista andalús, que ocupava la posició de davanter.

## Trajectòria
Va començar a destacar a les files del Sevilla FC, amb qui debuta a primera divisió a la campanya 80/81. El davanter seria un dels jugadors més clàssics de l'equip sevillista durant la dècada dels 80, tot sumant fins a 192 partits de primera divisió. Però, no es va consolidar com a titular, situació de la qual gaudeix en el període 83-85.
L'estiu de 1989 fitxa pel CE Castelló, amb qui juga altres dues campanyes a la màxima categoria, sent suplent en ambdues. També militaria al Granada CF i al Coria.
Després de penjar les botes, ha seguit vinculat al món del futbol com a part de l'organigrama del Mérida i de La Estrella.